# 服部龍二
服部 龍二（はっとり りゅうじ、1968年 - ）は、日本の国際政治学者、中央大学総合政策学部教授。専門は、日本政治外交史、東アジア国際政治史。

## 経歴
1968年、東京都生まれ。1987年、千葉県立船橋高等学校卒業。1992年、京都大学法学部（行政学：村松岐夫ゼミ）卒業。1997年、神戸大学大学院法学研究科博士課程単位取得退学。1999年、「東アジア国際環境の変動と日本外交 -1918-1931」で博士（政治学）の学位を取得。大学院では五百籏頭眞に師事。
1997年、千葉大学社会文化科学研究科助手。2000年、拓殖大学政治経済学部講師。2002年、助教授。2003年、中央大学総合政策学部助教授。2007年、教授。
2002年に『東アジア国際環境の変動と日本外交 1918-1931』で吉田茂賞を受賞。2011年に「日中国交正常化」で大佛次郎論壇賞、アジア・太平洋賞特別賞を受賞。

## 著書

### 単著
- 『東アジア国際環境の変動と日本外交 1918-1931』（有斐閣 2001年）
- 『国際政治史の道標――実践的入門』 （中央大学出版部 2004年）
- 『幣原喜重郎と20世紀の日本――外交と民主主義』（有斐閣 2006年）
  - 増補版『幣原喜重郎――外交と民主主義』（吉田書店 2017年4月）
- 『広田弘毅――「悲劇の宰相」の実像』（中公新書 2008年）
- 『日中歴史認識――「田中上奏文」をめぐる相剋1927-2010』（東京大学出版会 2010年）
- 『日中国交正常化――田中角栄、大平正芳、官僚たちの挑戦』（中公新書 2011年）
- 『“外交敗戦”の教訓　なぜ、日米開戦は避けられなかったのか』（さかのぼり日本史「外交篇 昭和」NHK出版 2012年）
- 『大平正芳――理念と外交』（岩波書店<岩波現代全書> 2014年）
  - 増補版『大平正芳――理念と外交』（文藝春秋<文春学藝ライブラリー> 2019年10月）
- 『外交ドキュメント 歴史認識』（岩波新書 2015年1月）
- 『中曽根康弘――「大統領的首相」の軌跡』（中公新書 2015年12月）
- 『田中角栄――昭和の光と闇』（講談社現代新書 2016年9月）
- 『佐藤栄作――最長不倒政権への道』（朝日新聞出版<朝日選書> 2017年12月）
- 『高坂正堯――戦後日本と現実主義』（中公新書 2018年10月）

### 共編著
- （川島真）『東アジア国際政治史』（名古屋大学出版会、2007年）
- （土田哲夫・後藤春美）『戦間期の東アジア国際政治』（中央大学出版部、2007年）
- （佐道明広・小宮一夫）『人物で読む近代日本外交史――大久保利通から広田弘毅まで』（吉川弘文館、2008年）
- （佐道明広・小宮一夫）『人物で読む現代日本外交史――近衛文麿から小泉純一郎まで』（吉川弘文館、2008年）
- （高原明生）『日中関係史 1972-2012 政治』（東京大学出版会、2012年）
- （佐藤元英・武山眞行）『日本外交のアーカイブズ学的研究』（中央大学政策文化総合研究所研究叢書：中央大学出版部、2013年）

### 編纂史料
- 『満州事変と重光駐華公使報告書――外務省記録「支那ノ対外政策関係雑纂『革命外交』」に寄せて』（日本図書センター、2002年）
- 『王正廷回顧録――Looking Back and Looking Forward』（中央大学出版部、2008年）

### 共編回想
- （中島琢磨・昇亜美子）『森田一　心の一灯　回想の大平正芳－その人と外交』（第一法規、2010年）
- （中島琢磨・江藤名保子）『栗山尚一　沖縄返還・日中国交正常化・日米「密約」　外交証言録』（岩波書店、2010年）
- （若月秀和・神田豊隆・楠綾子・中島琢磨・昇亜美子）『アジア外交　動と静　元中国大使中江要介オーラルヒストリー』（蒼天社出版 2010年）
- （井上正也・中島琢磨編）『中島敏次郎　外交証言録　日米安保・沖縄返還・天安門事件』（岩波書店 2012年）
- （中島琢磨・昇亜美子・若月秀和・道下徳成）『中曽根康弘が語る戦後日本外交』（新潮社、2012年）
- （白鳥潤一郎）『折田正樹　外交証言録 湾岸戦争・普天間問題・イラク戦争』（岩波書店、2013年）
- （瀬川高央・若月秀和・加藤博章）『長谷川和年　首相秘書官が語る中曽根外交の舞台裏　米・中・韓との相互信頼はいかに構築されたか』（朝日新聞出版、2014年）
- （福永文夫・雨宮昭一・若月秀和）『朝賀昭　田中角栄 最後の秘書が語る情と智恵の政治家』（第一法規、2015年）
- （加藤博章・竹内桂・村上友章）『元国連事務次長　法眼健作回顧録』（吉田書店、2015年）
- （若月秀和・昇亜美子）『谷野作太郎　外交証言録アジア外交　回顧と考察』（岩波書店、2015年）
- （白鳥潤一郎）『國廣道彦　回想「経済大国」時代の日本外交　アメリカ・中国・インドネシア』（吉田書店、2016年）
- （真田尚剛・小林義之）『元防衛事務次官 秋山昌廣回顧録――冷戦後の安全保障と防衛交流』（吉田書店、2018年）